# Miami Marlins
Miami Marlins je poklicni bejzbolski klub iz Miamija v Floridi. Trenutno zasedba kluba igra v Vzhodni diviziji Narodne lige v Glavni bejzbolski ligi. Domači stadion ekipe je Marlins Park, sedanji upravnik moštva pa je Mike Redmond.
Moštvo je prvič začelo nastopati v sezoni 1993, takrat še pod imenom Florida Marlins. Od svoje uvodne sezone pa vse do leta 2011 so svoje domače tekme igrali na stadionu Sun Life Stadium, ki si so ga delili z ekipo ameriškega nogometa Miami Dolphins, ki igra v ligi National Football League. Z letom 2012 so se preselil v današnji stadion, Marlins Park, ki leži prav v središču mesta, na mestu, kjer je nekoč stal Orange Bowl. Novi stadion je (v nasprotju s starim, ki je prejel točo kritik zaradi območij slabe preglednosti) bil v zasnovi zasnovan kot bejzbolski stadion, njegovo ime pa je začasno, dokler se ne najde sponzorja. Po sporazumu, sklenjenem z mestom in okrožjem Miami-Dade, se je klub s preselitvijo uradno preimenoval v Miami Marlins, preimenovanju pa je sledila še menjava logotipa, prepoznavnih barv in uniform. 
Klub drži to čast, da je obakrat, ko se je uvrstil v končnico, tudi osvojil naslov prvaka lige MLB. To so storili v letih 1997 in 2003, v končnico pa so obakrat prišli preko jokerja. Leta 1997 so za naslov ugnali moštvo Cleveland Indians. Največji trenutek Svetovne serije tega leta je napočil takrat, ko je bližnji zaustavljalec Edgar Renteria domov poslal igralca druge baze Craiga Counsella, s čimer je zapečatil zmago v serije in kasnejšo »razprodajo« kluba po koncu dramatične sezone. Sezono 2003 je ekipa začela s 16 zmagami in 22 porazi, s čimer je bila na dnu divizije. To je naznanilo odpust upravnika Jeffa Torborga, ki ga je zamenjal 72-letni Jack McKeon. Sledila je nepričakovana uvrstitev v končnico (ponovno preko jokerja) in zmaga na Svetovni seriji z izidom 4:2 v zmagah nad ekipo New York Yankees.